# 阿尔贝拉拉
阿尔贝拉拉（法語：Arbellara，法語發音：[aʁbɛlaʁa]）是法国南科西嘉省的一个市镇，属于萨尔泰讷区。

## 地理
阿尔贝拉拉（41°40'55"N, 8°59'24"E）面积11.29 平方千米，位于法国南科西嘉省，该省份位于科西嘉南部，后者为地中海西部的一座岛屿，也是法国的一个单一领土集体，位于法国大陆部分的东南面，意大利半島的西面，最临近的地块是撒丁岛。
与阿尔贝拉拉接壤的市镇（或旧市镇、城区）包括：圣露西德塔拉诺、福扎诺、薩爾泰訥、维贾内洛。

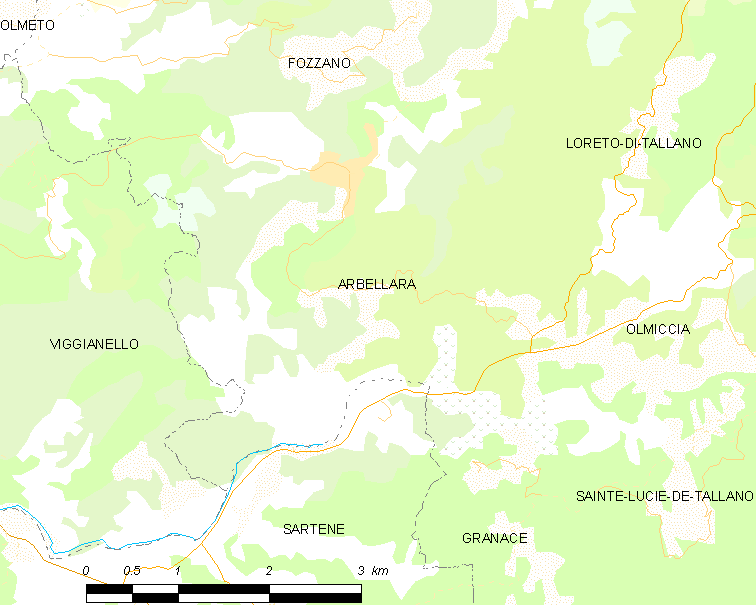
阿尔贝拉拉的OSM定位图

阿尔贝拉拉的时区为UTC+01:00、UTC+02:00（夏令时）。

## 行政
阿尔贝拉拉的邮政编码为20110，INSEE市镇编码为2A018。

## 政治
阿尔贝拉拉所属的省级选区为萨尔特奈-瓦林科县。

## 人口

1962-2008年间阿尔贝拉拉人口变化图示

阿尔贝拉拉于2022年1月1日时的人口数量为153人。